# Simone Mazzocchi
Simone Mazzocchi (Milano, 17 agosto 1998) è un calciatore italiano, attaccante del Cosenza.

## Carriera

### Club

#### Gli inizi, Siracusa
Cresciuto nelle giovanili dell'Atalanta, viene girato in prestito al Siracusa, dove debutta tra i professionisti. Conclude la stagione con 26 presenze complessive senza alcuna rete. 

#### Südtirol e Reggiana
La stagione successiva viene ceduto in prestito al Südtirol, dove nell'arco di due stagioni colleziona complessivamente 66 presenze siglando 15 reti.
Viene poi ceduto nuovamente in prestito, questa volta alla Reggiana, società neopromossa in Serie B. Debutta in Serie B il 29 settembre 2020, trovando anche il suo primo gol nel pareggio interno contro il Pisa. Dopo la buona stagione nonostante la retrocessione della squadra di Alvini, viene ceduto ancora in prestito in Serie B alla Ternana.

#### Ritorno al Südtirol e Cosenza
Nell'estate del 2022 l'Atalanta lo rigira in prestito al Südtirol, neopromosso in serie cadetta.
Il 22 luglio ha siglato un accordo a titolo temporaneo con il Cosenza, con opzione di riscatto e controriscatto, fino al 30 giugno 2024. Il 13 agosto ha debuttato con i lupi in coppa Italia contro il Sassuolo siglando la sua prima rete con i rossoblù al San Vito.
Il 26 luglio 2024 sigla un nuovo accordo con il club calabrese, firmando un accordo valido fino 30 giugno 2025 con obbligo di riscatto al verificarsi di determinate condizioni.

### Nazionale
Ha giocato in tutte le nazionali giovanili italiane comprese tra l'Under-15 e l'Under-20, per un totale complessivo di 37 presenze e 7 reti fra tutte le varie rappresentative in questione.

## Statistiche

### Presenze e reti nei club
Statistiche aggiornate al 4 maggio 2025.
| Stagione        | Squadra         | Campionato      | Campionato | Campionato | Coppe nazionali | Coppe nazionali | Coppe nazionali | Coppe continentali | Coppe continentali | Coppe continentali | Altre coppe | Altre coppe | Altre coppe | Totale | Totale |
| Stagione        | Squadra         | Comp            | Pres       | Reti       | Comp            | Pres            | Reti            | Comp               | Pres               | Reti               | Comp        | Pres        | Reti        | Pres   | Reti   |
| --------------- | --------------- | --------------- | ---------- | ---------- | --------------- | --------------- | --------------- | ------------------ | ------------------ | ------------------ | ----------- | ----------- | ----------- | ------ | ------ |
| 2017-2018       | Siracusa        | C               | 24         | 0          | CI-C+CI         | 1+1             | 0               | -                  | -                  | -                  | -           | -           | -           | 26     | 0      |
| 2018-2019       | Südtirol        | C               | 33         | 4          | CI+CI-C         | 4+1             | 0               | -                  | -                  | -                  | -           | -           | -           | 38     | 4      |
| 2019-2020       | Südtirol        | C               | 24+1       | 10+0       | CI              | 3               | 1               | -                  | -                  | -                  | -           | -           | -           | 28     | 11     |
| 2020-2021       | Reggiana        | B               | 29         | 7          | CI              | 0               | 0               | -                  | -                  | -                  | -           | -           | -           | 29     | 7      |
| 2021-2022       | Ternana         | B               | 23         | 4          | CI              | 2               | 0               | -                  | -                  | -                  | -           | -           | -           | 25     | 4      |
| 2022-2023       | Südtirol        | B               | 33+2       | 3+0        | CI              | 1               | 0               | -                  | -                  | -                  | -           | -           | -           | 36     | 3      |
| Totale Südtirol | Totale Südtirol | Totale Südtirol | 90+3       | 17         |                 | 9               | 1               |                    | -                  | -                  |             | -           | -           | 102    | 18     |
| 2023-2024       | Cosenza         | B               | 35         | 4          | CI              | 1               | 1               | -                  | -                  | -                  | -           | -           | -           | 36     | 5      |
| 2024-2025       | Cosenza         | B               | 32         | 4          | CI              | 1               | 0               | -                  | -                  | -                  | -           | -           | -           | 33     | 4      |
| Totale Cosenza  | Totale Cosenza  | Totale Cosenza  | 67         | 8          |                 | 2               | 1               |                    | -                  | -                  |             | -           | -           | 69     | 9      |
| Totale carriera | Totale carriera | Totale carriera | 233+3      | 36         |                 | 15              | 2               |                    | -                  | -                  |             | -           | -           | 251    | 38     |

## Palmarès

### Club

#### Competizioni giovanili
- Torneo Internazionale Maggioni-Righi: 1

Atalanta: 2014